# Садерн Гејтвеј (Вирџинија)
Садерн Гејтвеј (енгл. Southern Gateway) насељено је место без административног статуса у америчкој савезној држави Вирџинија.

## Демографија
По попису из 2010. године број становника је 2.805.
| Група             | 2000.    | 2010.         |
| Белци             | 0 (0,0%) | 1.476 (52,6%) |
| Афроамериканци    | 0 (0,0%) | 780 (27,8%)   |
| Азијати           | 0 (0,0%) | 95 (3,4%)     |
| Хиспаноамериканци | 0 (0,0%) | 330 (11,8%)   |
| Укупно            | 0        | 2.805         |